# Peter Morgan (producteur)
Pour les articles homonymes, voir Peter Morgan et Morgan.
Peter Morgan, de son vrai nom Peter D. Morgan, est un producteur de cinéma américain.

## Biographie
Peter Morgan fait ses études à l'école de cinéma de l'Université de Californie du Sud.
Après avoir été producteur délégué chez New Line Cinema, il passe deux ans chez RKO Pictures comme vice-président chargé de la production, puis entre en 2005 chez ONC Entertainment, une filiale de Sony Pictures

## Filmographie

### Cinéma
- 1992 : Big Girls Don't Cry... They Get Even de Joan Micklin Silver
- 1992 : Fleur de poison de Katt Shea
- 1995 : Alarme totale de Kelly Makin (en)
- 1996 : Fleur de poison 2 : Lily de Anne Goursaud
- 2009 : Toy Boy de David Mackenzie
- 2009 : Gary, le coach à 2 balles ! de Danny Leiner
- 2010 : Kiss & Kill de Robert Luketic
- 2013 : Arnaque à la carte de Seth Gordon
- 2014 : American Sniper de Clint Eastwood

### Télévision
- 1993 : Final Appeal (téléfilm)
- 1994 : Father and Scout (téléfilm)
- 1995 : Secret mortel (téléfilm)

## Distinctions

### Récompenses
- AFI Awards 2014 : Film de l'année pour American Sniper, conjointement avec Clint Eastwood, Robert Lorenz, Bradley Cooper et Andrew Lazar

### Nominations
- Oscars du cinéma 2015 : American Sniper pour l'Oscar du meilleur film